# Caldisericota
Caldisericota o Caldiserica es un filo de bacteria conformado por un único género: Caldisericum.
Se caracteriza por ser una bacteria anaerobia termófila reductora de tiosulfato. Fue descubierta en fuentes termales del Japón en 2008, llamándose inicialmente filo candidato OP5.
Las células forman filamentos multicelulares y tienen un solo flagelo polar, desarrollándose a una temperatura óptima de 65 °C.

## Filogenia
De acuerdo con el análisis de marcadores genéticos, Caldisericota estaría relacionado con Dictyoglomota y otras bacterias termófilas. Por otro lado, el análisis de ARNr 16S revela que Caldisericoya sería parte de los filos termófilos basales.